# Али Сабих (регион)
Али Сабих (на арабски على صبيح, правопис по Американската система BGN Ali Sabîẖ) е регион в южната част на Джибути. Площта му е 2400 квадратни километра, а населението, по изчисления от юли 2017 г., е 96 500 души. Регионът граничи с Етиопия на юг и със Сомалиленд на изток. Столицата на региона е град Али Сабих.